# Bouéni
Bouéni ist eine Gemeinde mit 17.831 Einwohnern (Stand 14. Dezember 2017) im französischen Überseegebiet Mayotte.

## Geografie
Die Gemeinde Bouéni liegt am südwestlichen Ende der Hauptinsel Mayottes und bildet eine Halbinsel zwischen der Bucht von Bouéni und der Bucht von Mzouazia. Neben dem Hauptort Bouéni bilden die Dörfer Moinatrindri, Hagnoundrou, Bambo Ouest, Mzouazia und Mbouanatsa die Gemeinde.

## Bevölkerungsentwicklung
| Jahr      | 1997  | 2002  | 2007  | 2012  |
| Einwohner | 4.661 | 5.515 | 5.296 | 6.402 |